# Міян-Руд (Газарпей-є Джонубі)
Міян-Руд (перс. ميانرود) — село в Ірані, у дегестані Газарпей-є Джонубі, у Центральному бахші, шагрестані Амоль остану Мазендеран. За даними перепису 2006 року, його населення становило 263 особи, що проживали у складі 72 сімей.

## Клімат
Середня річна температура становить 17,15 °C, середня максимальна – 30,97 °C, а середня мінімальна – 4,38 °C. Середня річна кількість опадів – 911 мм.
| Клімат поселення                              | Клімат поселення | Клімат поселення | Клімат поселення | Клімат поселення | Клімат поселення | Клімат поселення | Клімат поселення | Клімат поселення | Клімат поселення | Клімат поселення | Клімат поселення | Клімат поселення | Клімат поселення |
| Показник                                      | Січ.             | Лют.             | Бер.             | Квіт.            | Трав.            | Черв.            | Лип.             | Серп.            | Вер.             | Жовт.            | Лист.            | Груд.            |                  |
| Середній максимум, °C                         | 11,46            | 11,56            | 14,62            | 20,38            | 23,95            | 27,37            | 30,67            | 30,97            | 28,17            | 23,37            | 18,17            | 14,01            |                  |
| Середня температура, °C                       | 7,90             | 8,00             | 11,08            | 16,86            | 20,40            | 23,83            | 26,04            | 26,34            | 23,56            | 18,76            | 13,57            | 9,40             |                  |
| Середній мінімум, °C                          | 4,38             | 4,48             | 7,56             | 13,32            | 16,88            | 20,30            | 21,41            | 21,73            | 18,94            | 14,15            | 8,92             | 4,78             |                  |
| Норма опадів, мм                              | 95               | 73               | 63               | 30               | 27               | 24               | 23               | 54               | 101              | 163              | 137              | 121              |                  |
| Середньомісячна швидкість вітру, м/с          | 1.98             | 2.50             | 2.50             | 2.34             | 2.40             | 2.81             | 2.69             | 2.20             | 2.00             | 1.95             | 2.00             | 2.10             |                  |
| Середньомісячна сонячна радіація, кДж/м²·день | 8247             | 10349            | 12383            | 15712            | 19883            | 21821            | 21660            | 18773            | 15315            | 11871            | 9508             | 7715             |                  |
| --------------------------------------------- | ---------------- | ---------------- | ---------------- | ---------------- | ---------------- | ---------------- | ---------------- | ---------------- | ---------------- | ---------------- | ---------------- | ---------------- | ---------------- |
| Джерело:                                      |                  |                  |                  |                  |                  |                  |                  |                  |                  |                  |                  |                  |                  |